# Cilavegna
Cilavegna is een gemeente in de Italiaanse provincie Pavia (regio Lombardije) en telt 5185 inwoners (31-12-2004). De oppervlakte bedraagt 18,0 km², de bevolkingsdichtheid is 290 inwoners per km².

## Demografie
Cilavegna telt ongeveer 2110 huishoudens. Het aantal inwoners steeg in de periode 1991-2001 met 12,7% volgens cijfers uit de tienjaarlijkse volkstellingen van ISTAT.
| Jaar | Inwoneraantal |
| ---- | ------------- |
| 1991 | 4416          |
| 2001 | 4979          |

## Geografie
De gemeente ligt op ongeveer 115 m boven zeeniveau.
Cilavegna grenst aan de volgende gemeenten: Albonese, Borgolavezzaro (NO), Gravellona Lomellina, Parona, Tornaco (NO) en Vigevano.

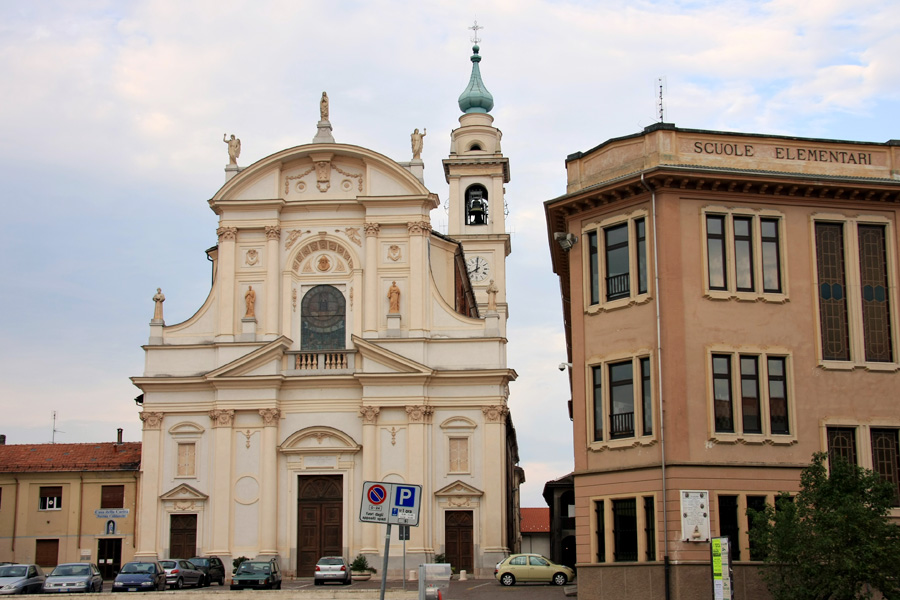
Kerk